# گری شندلینگ
گری شندلینگ (انگلیسی: Garry Shandling; ۲۹ نوامبر ۱۹۴۹ – ۲۴ مارس ۲۰۱۶) یک هنرپیشه، فیلم‌نامه‌نویس، تهیه‌کننده، کمدین، تهیه‌کننده تلویزیونی، و بازیگر سینما اهل ایالات متحده آمریکا بود.
از فیلم‌ها یا برنامه‌های تلویزیونی که وی در آن نقش داشته‌است می‌توان به مرد آهنی ۲، زولندر، آن سوی پرچین، دکتر دولیتل، به مرد اعتماد کن، کاپیتان آمریکا: سرباز زمستان، آجیل مخلوط، شما اهل کدام سیاره هستید؟، شهر و کشور و رابطه عاشقانه اشاره کرد.
وی همچنین برنده جوایزی همچون جایزه امی ساعات پربیننده شده‌است.